# Tachiadenus boivinii
Tachiadenus boivinii là một loài thực vật có hoa trong họ Long đởm. Loài này được Humbert ex Klack. miêu tả khoa học đầu tiên năm 1987.